# Калкански кругови (2. сезона)
Друга сезона драмске телевизијске серије Калкански кругови емитована је од 1. до 30. априла  2023. године на каналу Суперстар ТВ. 
Друга сезона се састоји од десет епизода. 

## Радња
Годину дана након трагичних догађаја из прве сезоне, Миона и Дејан су и даље не могу да се отргну духова Забрана. Миона је далеко од Дола, у Београду, покушавајући да се усредсреди на факултет, али је опседају чудни снови, са мистериозним симболима. У селу, Дејаново понашање је забрињавајуће, што Миони показује да суочавање са Забраном није завршено.
Осим Мионе и Дејана, друга сезона уводи нове ликове, мештане српског села који се суочавају са необјашњивим појавама мистичног Забрана. Силе које владају овим местом постају снажније, траже своју чуварку, док времена има све мање.

## Епизоде
| Бр. еп. (укупно) | Бр. еп. (у сезони) | Наслов | Редитељ       | Сценариста         | Премијера       |
| --- | ------------------ | ------ | ------------- | ------------------ | --------------- |
| 11 | 1                  |        | Милан Караџић | Ђорђе Милосављевић | 1. април 2023.  |
| Забран, мистични круг суперсила у селу, и даље привлачи посетиоце. Дејан, архитекта који сада живи у селу, је опседнут Забраном поготово након првог сусрета са баба Губом. Миона се вратила у Београд, али и даље активно истражује све мистерије Забрана. Миланка, која се недавно породила, посећује Миону у Београду и преноси јој шта се догађа у Долу. Забринута за оца Дејана, прогоњена узнемирујућим визијама, Миона одлучује да крене у Дол. Тамо среће Велибора, који се стара о сину Петру. Привучени причама о чудотворној моћи Забрана, у Долу има пуно странаца. Међу њима су и две сестре: Уна и Соња. |                    |        |               |                    |                 |
| 12 | 2                  |        | Милан Караџић | Ђорђе Милосављевић | 2. април 2023.  |
| Миона се опоравља од незгоде коју је имала. Крај бунара на коме Дејан ради, Миона налази документа непознате жене. Има још један повратник у село. На Велиборово запрепашћење, у Дол је стигла и Магдалена, његова бивша жена, која жели да преузме старатељство над Петром. У разговору са самозваним професором Петровићем, Миона сазнаје да Забран треба да добије своју нову чуварку. Многе жене у селу имају чудне халуцинације и снове. |                    |        |               |                    |                 |
| 13 | 3                  |        | Гордан Матић  | Ђорђе Милосављевић | 8. април 2023.  |
| Миона је забринута због Дејановог поступка. Суочава се са Дејаном који јој објашњава да је разлог његовог необичног понашања жеља да је заштити, те да обезбеди Забран од спољних утицаја. Покушавајући да открије идентитет неопознате жене, Миона се у Забрану суочава са старијим братом Гедором што ће је довести у нову опасност. Професор Петровић је такође опседнут Забраном и има своју агенду. |                    |        |               |                    |                 |
| 14 | 4                  |        | Гордан Матић  | Ђорђе Милосављевић | 9. април 2023.  |
| Стефан сарађује са Бастом и његовом мајком и помаже им да се прикрију у Трибалији. Велибор се суочава са Магдаленом и покушава да је убеди да одустане од старатељства над Петром. Петар се боље упознаје са својом мајком. У Долу се појављују двојица полицајаца из Београда, којима Миона открива ко је умешан у крађу аутомобила. Полиција је укључена у тај случај јер се превише чудних ствари дешава. Старији Гедора током ноћи поново долази у Забран и прилази бунару. |                    |        |               |                    |                 |
| 15 | 5                  |        | Милан Караџић | Ђорђе Милосављевић | 15. април 2023. |
| Миона се у Београду среће са Светланом и тражи од ње да покуша да уразуми Дејана. Пошто су јој ухапсили оца Џанду, Саша на своју руку покушава да докаже његову невиност. Миона сазнаје нове детаље о значењу симбола уроборос. Касније исте вечери, у стану у Београду је посећују стари познаници. |                    |        |               |                    |                 |
| 16 | 6                  |        | Милан Караџић | Ђорђе Милосављевић | 16. април 2023. |
| Дејана одводе у болницу. Миона је због тога принуђена да се хитно врати у Дол. Од Вере и Николе сазнаје праву истину о прошлости професора Петровића. По повратку из болнице, Дејан се сукобљава са Велибором, оптужујући га за неискреност и саможивост. |                    |        |               |                    |                 |
| 17 | 7                  |        | Гордан Матић  | Ђорђе Милосављевић | 22. април 2023. |
| Професора Петровића и даље не воле сви. Он наставља да снима своје дневне видео записе. Петрова мајка Магдалена одлучује да остане у Долу. Миона се налази са инспекторком Христић, којој открива да верује како је њен колега корумпиран. Окупља се дуго раздвојена и међусобно посвађана породица Баста. То неизбежно води у сукоб који ће имати последица на многе становнике Дола. |                    |        |               |                    |                 |
| 18 | 8                  |        | Гордан Матић  | Ђорђе Милосављевић | 23. април 2023. |
| Мештани се плаше да се у сада већ туристичком крају дешава превише незгода. Потребан и је негативац, али зликовци су свуда около. Открива се идентитет непознате жене, као и околности под којима је она нестала у Забрану. То ипак води обрачуну унутар породице Баста. Петар одлучује да се умеша и помогне Уни, али то доведе до трагичних последица. |                    |        |               |                    |                 |
| 19 | 9                  |        | Милан Караџић | Ђорђе Милосављевић | 29. април 2023. |
| Велибор и Магдалена покушавају да нађу снаге да преболе смрт сина Петра. Полиција долази да приведе професора Петровића и расветли његову улогу у догађајима у Долу. Миона тражи помоћ од инспекторке Христић. Велибор се спрема да се освети Петровићу. |                    |        |               |                    |                 |
| 20 | 10                 |        | Гордан Матић  | Ђорђе Милосављевић | 30. април 2023. |
| Миона се суочава са Вуком, некадашњим сарадником страдалог Бојана. То разоткрива и корумпиране полицајце који су помагали Вуку. Приближава се тренутак када ће се између 12 жена из Дола изабрати нова чуварка Забрана. |                    |        |               |                    |                 |